# Funky Drummer
"Funky Drummer" (também conhecida como "The Funky Drummer") é uma canção funk gravada por James Brown e sua banda. O baterista que participou da gravação e que fez o famoso solo foi Clyde Stubblefield, e é uma das canções mais frequentemente sampleadas no hip hop e na música pop; de fato, alguns afirmam que é a gravação mais sampleada de todos os tempos.

## A Gravação
"Funky Drummer" foi gravada em 20 de Novembro de 1969 em Cincinnati, Ohio e foi originalmente lançada pela King Records em um single com duas partes em Março de 1970. Apesar de ter atingido o número 20 na parada R&B chart e 51 na parada Billboard Hot 100, não esteve presente em um álbum até 1986 na compilação In the Jungle Groove.
A canção toma a forma de uma extensa improvisação, especialmente do saxofone tenor e órgão. Os vocais de James em "Funky Drummer" são esporádicos e declamatórios, e são em sua maioria encorajando os outros membros da banda. Como na versão completa de "Cold Sweat" ele anuncia o drum break vindouro, que chega no fim da gravação, com um pedido "give the drummer some." Em "Funky Drummer", Brown diz a  Stubblefield "You don't have to do no soloing, brother, just keep what you got... Don't turn it loose, 'cause it's a mother."
Após o solo de bateria, a banda retorna a base original. Brown, aparentemente impressionado com o que Stubblefield produziu, parece dar o nome ao canção naquele momento, e repete: "The name of this tune is 'The Funky Drummer', 'The Funky Drummer', 'The Funky Drummer' (o nome desta faixa é 'The Funky Drummer', 'The Funky Drummer', 'The Funky Drummer'). A canção termina com Stubblefield fazendo um novo solo.

## Adaptações modernas
O padrão rítmico de "Funky Drummer" está entre os segmentos musicais mais sampleados. Redescoberto por Hank Shocklee do grupo The Bombsquad para a música Rebel Without a Pause do Public Enemy no começo dos anos 1980, já foi usado por grupos de hip hop e rappers incluindo Run-D.M.C., N.W.A, Raekwon, LL Cool J, The Beastie Boys e Boogie Down Productions.

### Referência à letra
Rappers que samplearam a canção de James Brown incluem referências a ele, Stubblefield e ao título da danção em suas letras, dois exemplos são LL Cool J em "Boomin' System" ("The girlies, they smile, they see me comin, I'm steady hummin, I got the Funky Drummer drummin") e Public Enemy em  "Fight the Power" ("1989 – the number, another summer / Sound of the Funky Drummer...").
A batida de "Funky Drummer" foi tão amplamente usada que eventualmente se tornou algo como um clichê musical e intérpretes começaram a se referir a ela com sarcasmo. A canção de MC Frontalot, "Good Old Clyde" comenta sobre a apropriação muito difundida da batida de "Funky Drummer" (enquanto ele mesmo a explora). A canção do Pop Will Eat Itself "Not Now, James, We're Busy" sampleia os vocais de Brown em "Funky Drummer" bem como a batida.

## Apelido
"The Funky Drummer" é algumas vezes usado como apelido para Clyde Stubblefield, que capitalizou neste nome em 1997 com o álbum Revenge of the Funky Drummer. Como era músico esporádico, Stubblefield não recebeu nenhuma compensação por tantos samples que foram tirados da gravação.
Apesar da canção ter tantos fãs, Clyde não era um deles. Em entrevista no documentário da HBO, Mr. Dynamite, Clyde afirma "Eu odiava aquela música... Tínhamos tocado em algum lugar na noite anterior e chegamos em Cincinnati para fazer o check in no hotel e ir para a cama, e Brown disse, 'Leve eles para o estúdio'. Estávamos todos tão cansados; não queríamos gravar. Então comecei a tocar um padrão de bateria. Brown gostou e nós gravamos.
Clyde faleceu em 18 de fevereiro de 2017 de insuficiência renal.

## Versões
Mais de uma versão de "Funky Drummer" foi gravada, incluindo uma com tamborim e outra com vocais percussivos de Brown e o   trombonista Fred Wesley; as versões comumente ouvidas não têm esses elementos, e aparentemente foram apagadas usando overdub. A duração da faixa também varia indo de 5:34 até 9:13.
Uma variação da versão original de "Funky Drummer" pode ser ouvida no álbum In the Jungle Groove que inclui um "bonus beat reprise" da canção. Esta faixa, editada por Danny Krivit, consiste de um loop de 3 minutos do solo de bateria, pontuado pelas interjeições vocais de Brown e ocasionais acordes de guitarra e sons de tamborim.

### Versões lançadas
- Part 1 – 2:35
- Part 2 – 2:55
- Parts 1 & 2 (apareceu pela primeira vez em Foundations of Funk – A Brand New Bag: 1964–1969) – 5:34
- Versão de 7 minutos (apareceu pela primeira vez em James Brown ‎– Star Time (Box set)) - 7:00
- Full version (apareceu em In the Jungle Groove) – 9:13
- Tambourine Mix (apareceu em Soul Pride: The Instrumentals – 1960–1969) – 9:13
- Bonus Beat Reprise (apareceu em In the Jungle Groove) – 2:56

## Músicos
- James Brown - vocais, órgão

com The James Brown Orchestra:
- Richard "Kush" Griffith - trompete
- Joe Davis - trompete
- Fred Wesley - trombone
- Maceo Parker - saxofone tenor
- Eldee Williams - saxofone tenor
- Jimmy Nolen - guitarra
- Alphonso "Country" Kellum - guitarra
- Charles Sherrell - baixo
- Clyde Stubblefield - bateria

Produzido por by James Brown

## Posição nas paradas
| Parada (1970)          | Pico |
| ---------------------- | ---- |
| U.S. Billboard Hot 100 | 51   |
| U.S. Billboard R&B     | 20   |

## Outras referências
- Leeds, Alan M., and Harry Weinger (1991). Star Time: Song by Song. In Star Time (pp. 46–53) [CD liner notes]. London: Polydor Records.
- White, Cliff (1991). Discography. In Star Time (pp. 54–59) [CD liner notes]. London: Polydor Records.